# Dicranota (Ludicia) spectralis
Dicranota (Ludicia) spectralis is een tweevleugelige uit de familie Pediciidae. De soort komt voor in het Oriëntaals gebied.